# Jan Haniewski
Jan Haniewski, pseudonim Haniebnik (ur. 13 maja 1873 w Odrzykoniu, zm. w listopadzie 1942) – prezbiter polski, jezuita, wykładowca logiki, teologii scholastycznej i filozofii. 

## Życiorys
Do zakonu wstąpił 12 sierpnia 1890 w Starej Wsi, a święcenia kapłańskie otrzymał 28 czerwca 1901 w Krakowie. Był wykładowcą w Nowym Sączu, Krakowie (kilkakrotnie), Czechowicach, Starej Wsi. Na początku wojny 1939 znalazł się w Kołomyi, skąd wzięty był jako jeniec do obozu w Swierdłowsku, gdzie pracował m.in. przy wyrębie lasów. 
Pochowany został na cmentarzu w mieście Taida.